# Charles Douglas-Home (13e comte de Home)
Charles Cospatrick Archibald Douglas-Home, 13e comte de Home, (29 décembre 1873 - 11 juillet 1951), titré Lord Dunglass entre 1881 et 1918, est un pair et un banquier britannique. Il sert comme Lord Lieutenant du Berwickshire de 1930 à 1951. Il est le père du Premier ministre britannique, Alec Douglas-Home.

## Biographie
Il est né le 29 décembre 1873, fils unique de Charles Douglas-Home (12e comte de Home) et de Maria Grey, fille du capitaine Charles Conrad Grey, (et petite-nièce de Charles Grey (2e comte Grey)). Baptisé Lord Dunglass, il fait ses études au Collège d'Eton et à Christ Church, Oxford. Il sert ensuite comme officier dans les 3e et 4e bataillons, les Cameronians et comme colonel dans le Lanarkshire Yeomanry et reçoit la décoration territoriale . Il combat pendant la Première Guerre mondiale, où il participe à la campagne de Gallipoli et est mentionné dans les dépêches. Il succède au comté de son père et aux titres subsidiaires le 30 avril 1918. Il est gouverneur de la British Linen Bank de 1930 à 1947. Il occupe le poste de juge de paix pour Glasgow et Berwickshire, et est capitaine de la Royal Company of Archers. Il est investi comme Chevalier de l'Ordre du Chardon en 1930. Il occupe le poste de Lord Lieutenant du Berwickshire de 1930 jusqu'à sa mort. Il reçoit un doctorat honorifique en droit de l'Université de Glasgow. Il meurt à son domicile le Hirsel le 11 juillet 1951.

## Domaines
En 1918, Lord Home hérite de vastes propriétés et domaines de son père, notamment le château de Douglas, le Château de Bothwell, le Hirsel et des terres (qui totalisaient quelque 107 000 acres en 1878) principalement dans le Lanarkshire, le Roxburghshire et le Berwickshire . L'année suivante, il est contraint de vendre de nombreux tableaux historiques et trésors d'art de la collection familiale pour régler les droits de succession. Beaucoup de portraits provenaient de la célèbre collection du comte de Clarendon  héritée de Lady Catherine Hyde, fille d'Henry Hyde (4e comte de Clarendon) et épouse de Charles Douglas (3e duc de Queensberry) .

## Mariage et enfants
Il épouse, à Église Sainte-Marguerite de Westminster le 14 juillet 1902, Lady Lillian Lambton, fille de Frederick Lambton (4e comte de Durham) . Le mariage est considéré comme heureux et le couple a sept enfants:
- Alexander Frederick Douglas-Home, 14e comte de Home, plus tard baron Home of the Hirsel (1903 - 1995); Premier ministre du Royaume-Uni, 1963-1964
- Bridget Douglas-Home (4 mai 1905 – 1980)
- Henry Montagu Douglas-Home (1907 – 1980), marié trois fois. Tout d'abord, à Lady Alexandra Spencer, fille de Charles Spencer (6e comte Spencer)), dont le journaliste Charles Douglas-Home (journaliste) (en) ; en secondes noces, Vera Johanson et enfin Felicity Jonsson.
- Rachel Douglas-Home (10 avril 1910 - 4 avril 1996), épouse Lord William Walter Montagu-Douglas-Scott.
- William Douglas-Home (1912 – 1992), épouse Rachel Douglas-Home, 27e baronne Dacre.
- Edward Charles Douglas-Home (1er mars 1920 - 17 février 2006), épouse Nancy Straker-Smith.
- George Cospatrick Douglas-Home (1922 – 14 juin 1943), tué en service actif comme officier pilote dans la RAF, célibataire.